# Aegires
Aegires Lovén, 1844 è un genere di molluschi nudibranchi della famiglia Aegiridae.

## Tassonomia
Il genere comprende le seguenti specie:
- Aegires absalaoi Garcia, Troncoso & Dominguez, 2002
- Aegires acauda Ortea, Moro & Espinosa, 2015
- Aegires albopunctatus MacFarland, 1905
- Aegires albus Thiele, 1912
- Aegires citrinus Pruvot-Fol, 1930
- Aegires corrugatus Ortea, Moro & Espinosa, 2015
- Aegires evorae Moro & Ortea, 2015
- Aegires exeches Fahey & Gosliner, 2004
- Aegires flores Fahey & Gosliner, 2004
- Aegires gomezi Ortea, Luque & Templado, 1990
- Aegires gracilis Ortea, Moro & Espinosa, 2015
- Aegires hapsis Fahey & Gosliner, 2004
- Aegires incisus (Sars G. O., 1872)
- Aegires incusus Fahey & Gosliner, 2004
- Aegires lagrifaensis Ortea, Moro & Espinosa, 2015
- Aegires lemoncello Fahey & Gosliner, 2004
- Aegires leuckartii Vérany, 1853
- Aegires malinus Fahey & Gosliner, 2004
- Aegires ninguis Fahey & Gosliner, 2004
- Aegires ochum Ortea, Espinosa & Caballer, 2013
- Aegires ortizi Templado, Luque & Orte, 1987
- Aegires palensis Ortea, Luque & Templado, 1990
- Aegires petalis Fahey & Gosliner, 2004
- Aegires punctilucens (d'Orbigny, 1837)
- Aegires sublaevis Odhner, 1932
- Aegires villosus Farran, 1905

### Sinonimi
Le seguenti specie, in passato attribuite al genere Aegires sono attualmente inquadrate in generi differenti:
- Aegires citrinus (Bergh, 1875) = Notodoris citrina Bergh, 1875
- Aegires gardineri (Eliot, 1906) = Notodoris gardineri Eliot, 1906
- Aegires minor (Eliot, 1904) = Notodoris minor Eliot, 1904
- Aegires serenae (Gosliner & Behrens, 1997) = Notodoris serenae Gosliner & Behrens, 1997